# موسوعة بليانا
موسوعة بليانا، (بالإنجليزية: Encyclopaedia Beliana)‏، هي موسوعة سلوفاكية عامة كبيرة، تقع في عدة مجلدات.
سميت باسم الموسوعي «ماتي بيل». وقد تم إنجازها من قبل نخبة من المؤلفين من المعهد الموسوعي للأكاديمية السلوفاكية للعلوم تحت قيادة أنا بروسيكوفا وستيفان لوبي، وكذلك تمت الاستعانة بالكثير من المؤلفين والاستشاريين من الخارج. نشرت في دار نشر فيدا Veda للمرة الأولى عام 1999، وتضم أكثر من 150.000 كلمة مفتاحية، وتقع في 12 مجلد. صدر منها حتى الآن خمسة مجلدات.